# 岗卡章国家公园
岗卡章国家公园為泰国最大的國家公園。該國家公園與缅甸的德林達依自然保護區成邊界。由於位置鄰近渡假勝地华欣而成為熱門的國家公園。

## 地理

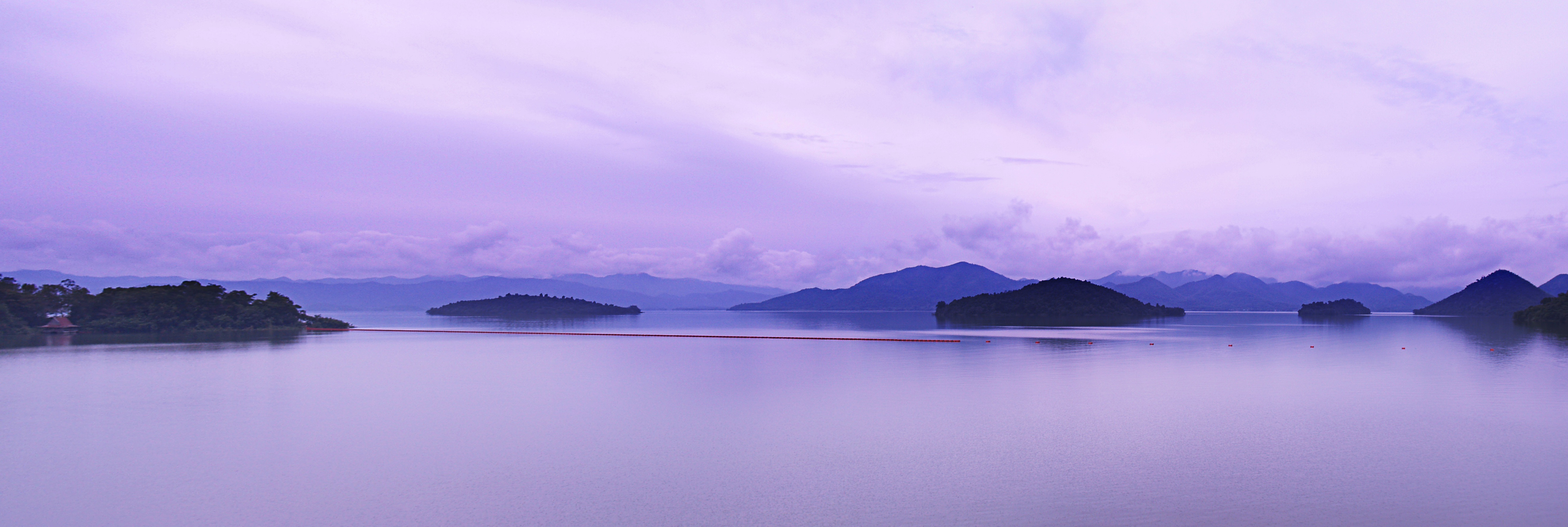
崗卡章水庫

該國家公園涵蓋了儂亞邦縣、崗卡章縣、佛丕府他央縣以及班武里府华欣等部份地區，該國家公園主要由他念他翁山東坡的雨林所組成。海拔最高1,200公尺。攀武里河和碧武里河等兩條主要河流的源頭皆位在園區內。碧武里河受到位在該國家公園東邊的崗卡章大壩阻斷，形成了面積46.5平方公里的湖泊。該大壩於1966年建成。

## 歷史
該國家公園於1981年6月12日設立，成為泰國第28座國家公園。原先覆蓋面積2,478平方公里，後來於1984年12月擴大至佛丕府與班武里府之間的邊界。
該國家公園已被列入至東協遺產公園的列表中。2005年，該國家公園曾被提交予聯合國教科文組織來作為未來的世界遗产。
濫殺野生象為該國家公園目前最大的問題，可能與當局無法掌控盜獵者有關。該國家公園裡的一些官員還涉嫌參與部分的大象買賣交易。
儘管國家公園內的現況如此，在岗卡章国家公园境內還有私人農園。這些農園因被電籬笆圍繞著，引發了在2013年6月，一隻小象被電死的意外。

## 植物與動物
森林的熱帶植被富含生物多樣性，包含熱帶和亞熱帶的闊葉樹種以及棕櫚樹。國家公園內共計有57種哺乳動物、超過400種鳥類。

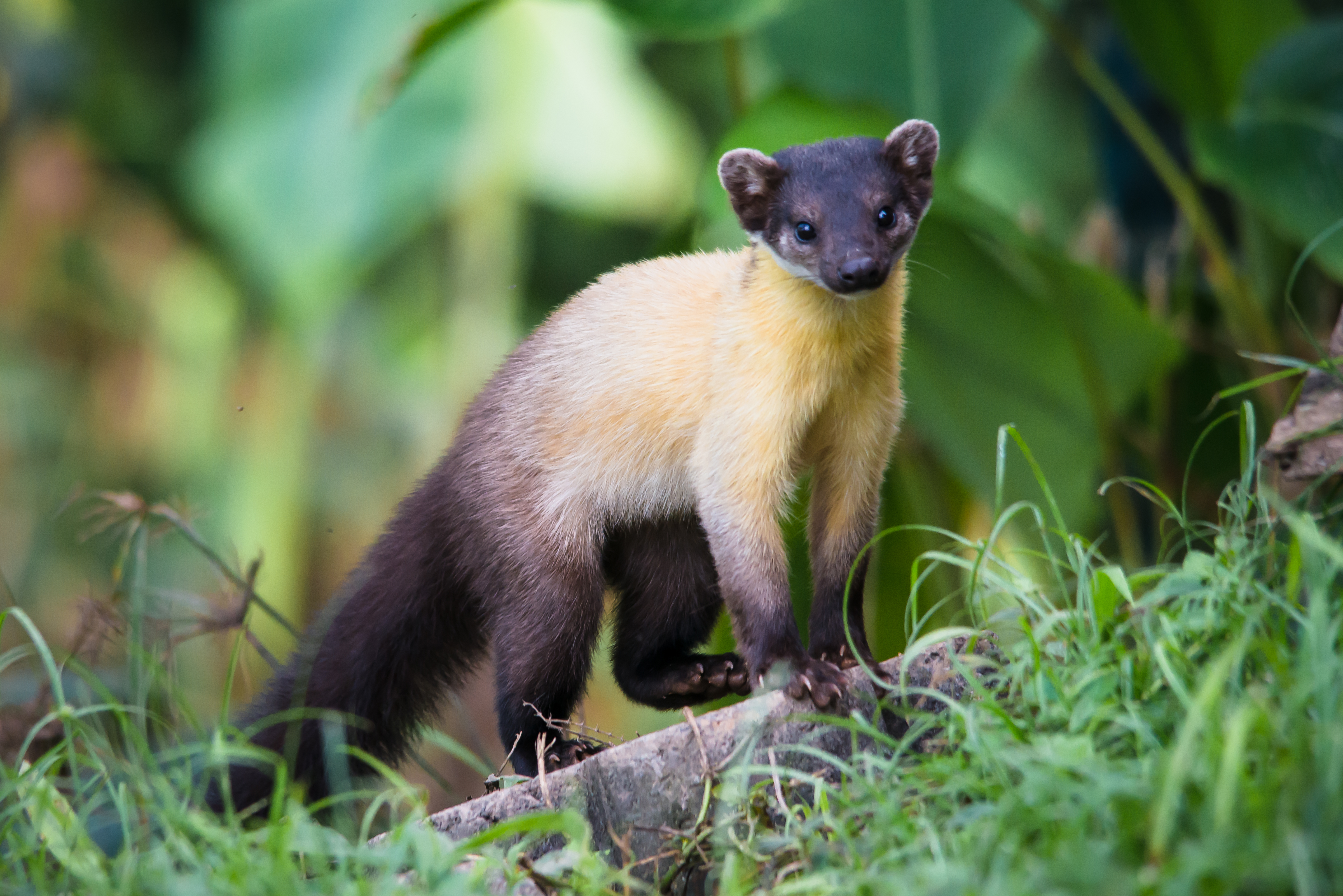
黃喉貂 Martes flavigula
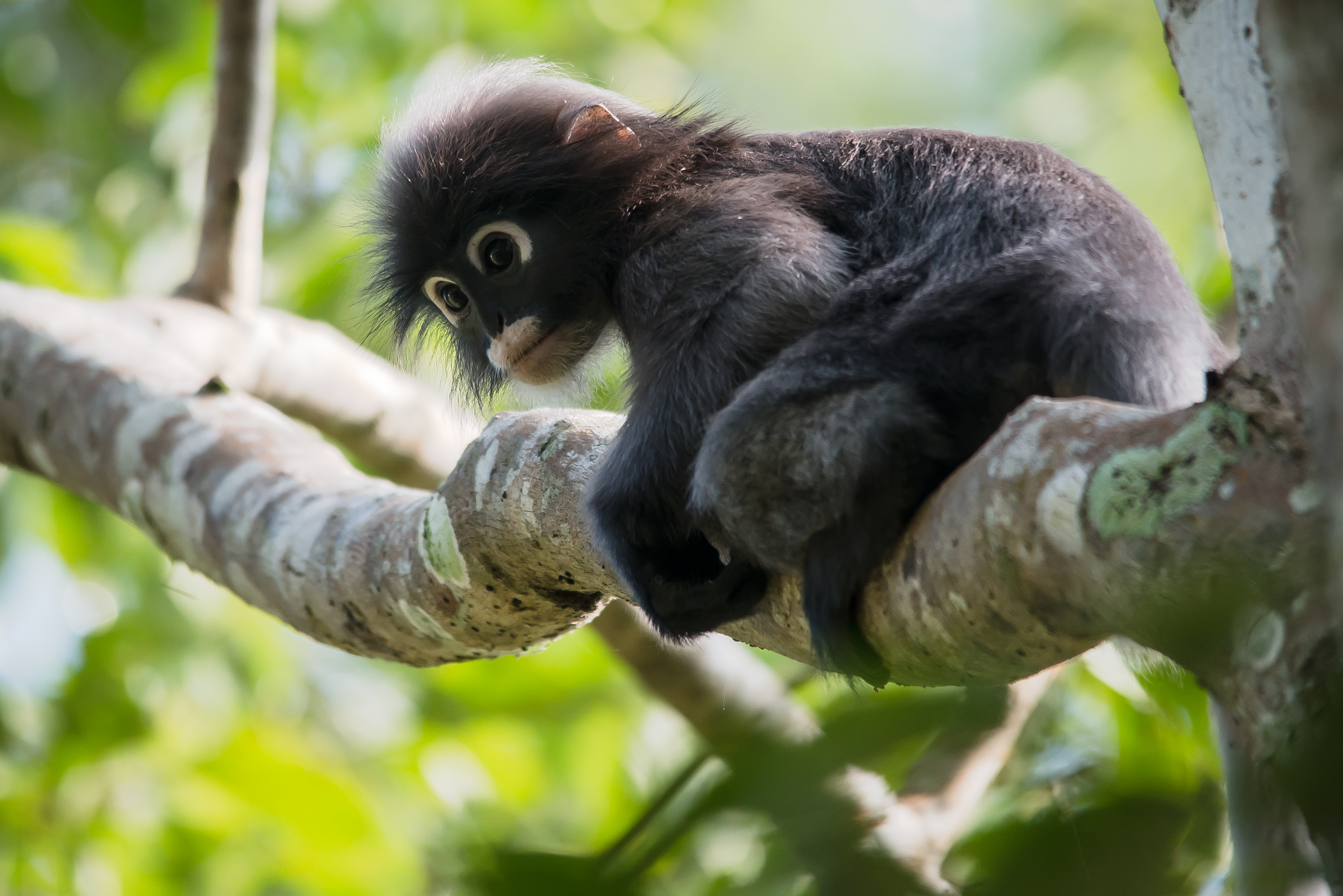
鬱烏葉猴 Trachypithecus obscurus
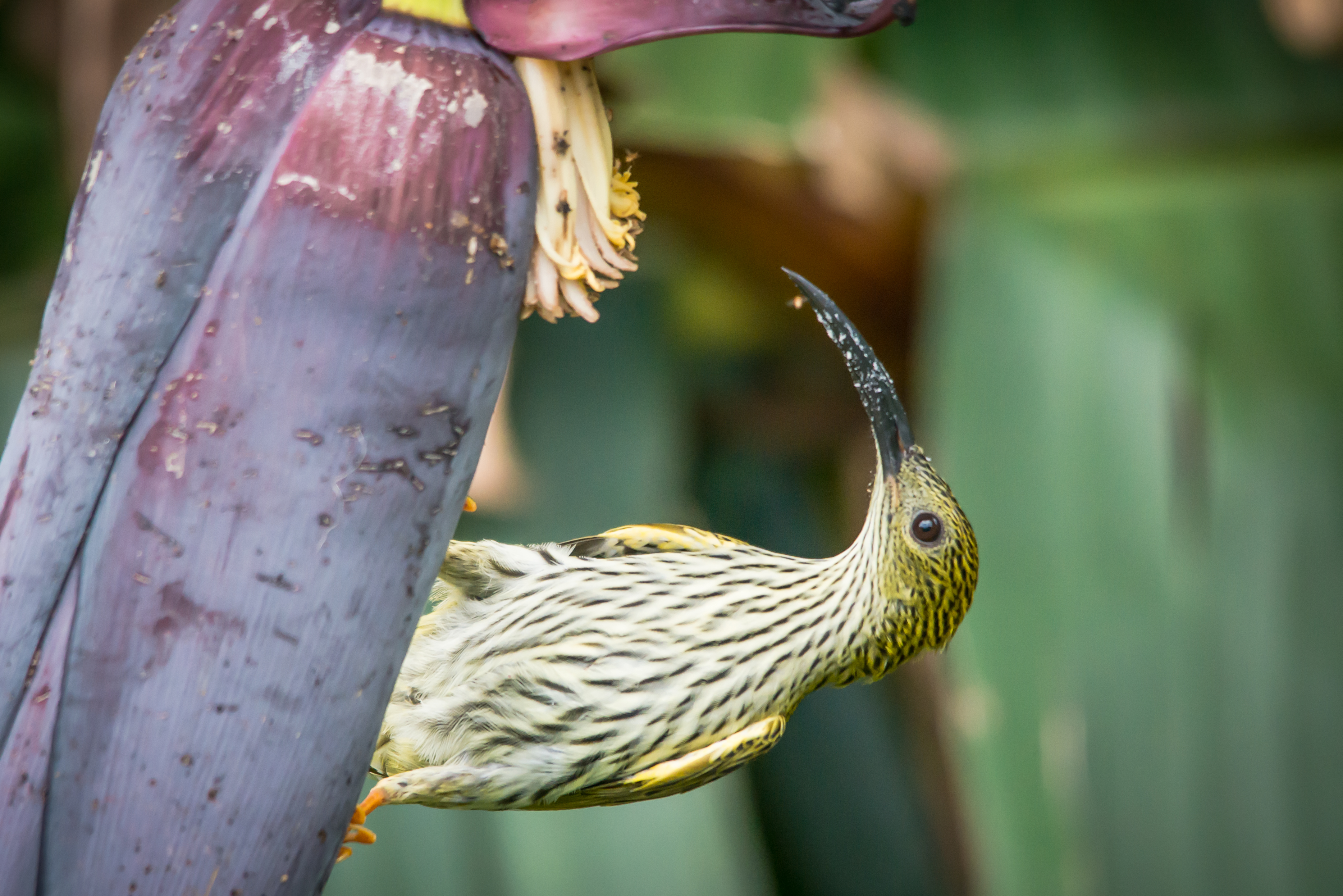
纹背捕蛛鸟 Arachnothera magna
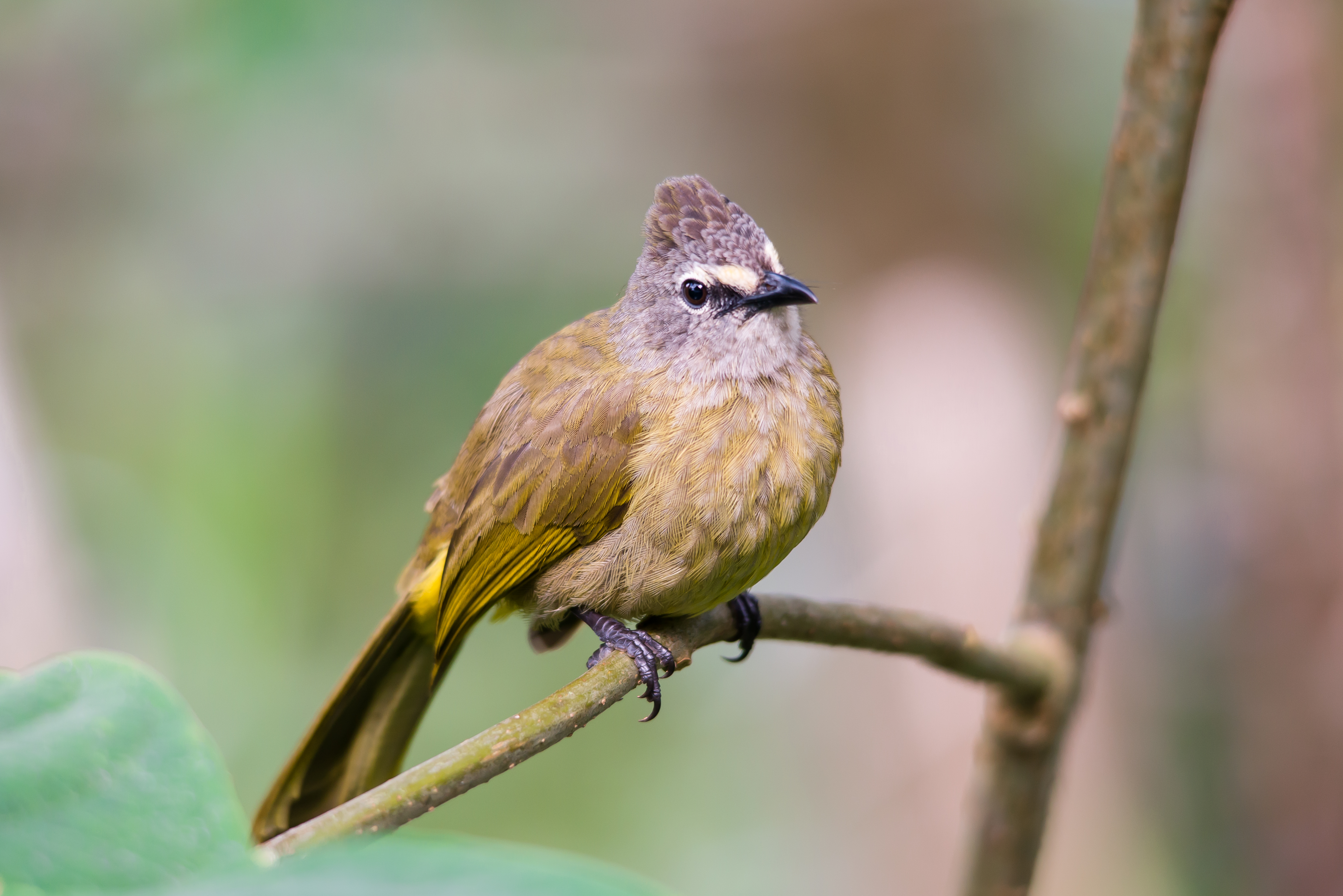
黄绿鹎 Pycnonotus flavescens
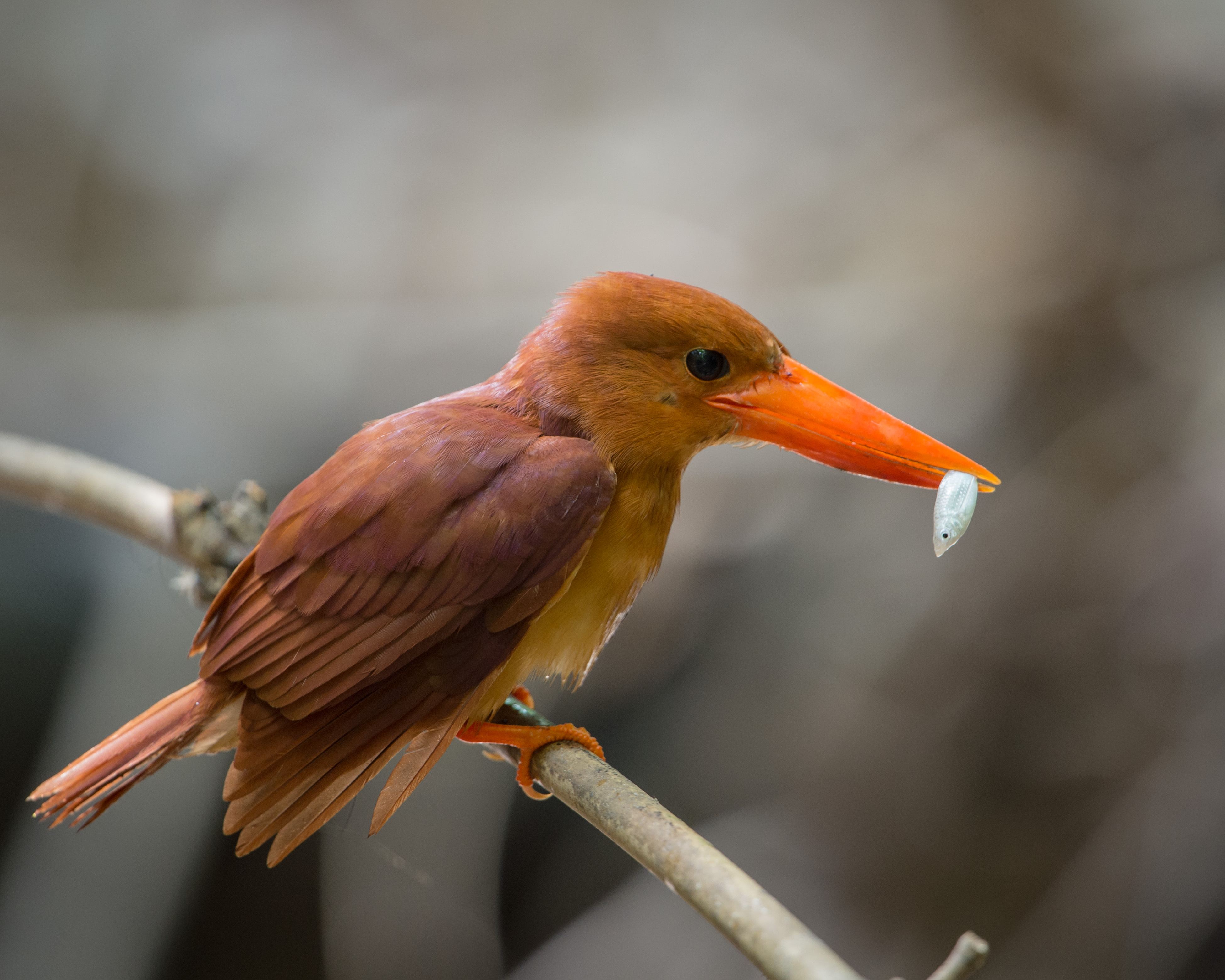
赤翡翠 Halcyon coromanda

## 外部連結
- National Park, Wildlife and Plant Conservation Department
- Wildlife, attractions and maps of Kaeng Krachan National Park （页面存档备份，存于）
- thaibirding.com on Kaeng Krachan National Park （页面存档备份，存于）
- Visit the Kaeng Krachan National Park

{{泰国公园}]